# Michael Wendler (Philosoph)

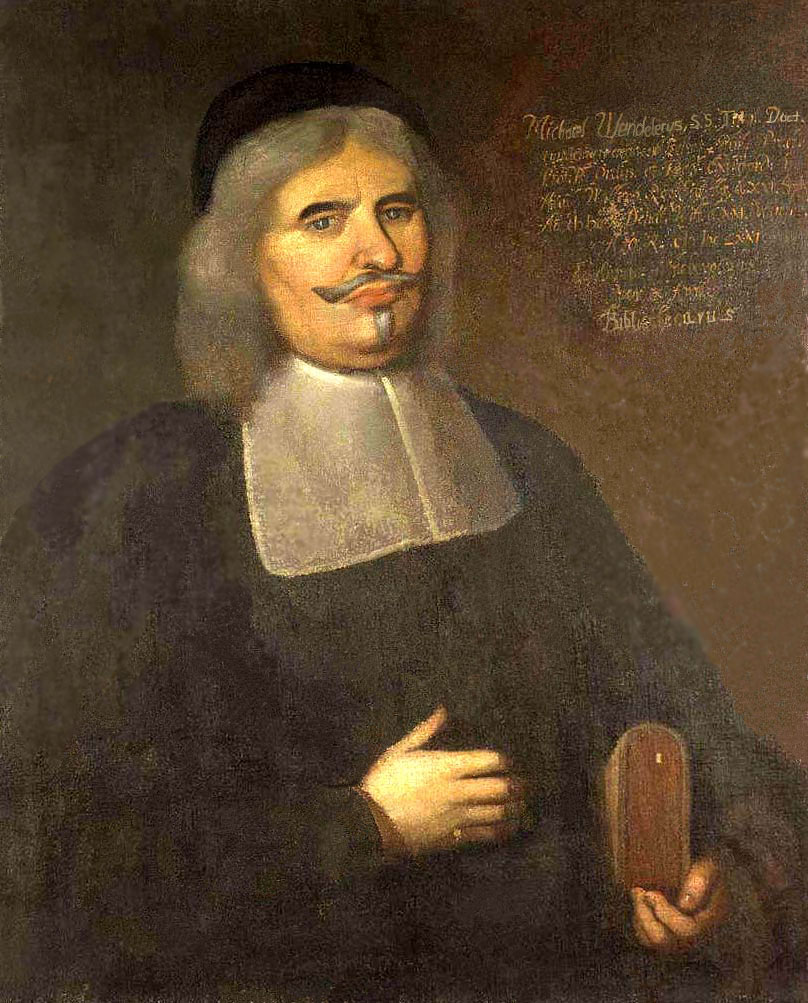
Michael Wendler

Michael Wendler (* 21. September 1610 in Schlettau; † 21. November 1671 in Wittenberg), auch Wendeler oder Wendelerus, war ein deutscher Moralphilosoph und lutherischer Theologe. 

## Leben
Michael war der Sohn des Schlettauer Bürgers und Kaufmanns Thomas Wendler (* 1572; † 19. Oktober 1616 in Schlettau) und dessen erster Frau Katharina Fleischer (Fischer?, * 1572; † 22. September 1612 in Schlettau). Da seine Mutter in jungen Jahren verstorben war, heiratete sein Vater erneut eine Frau namens Katharina Limmer (auch: Leiner; † 1630). Er war somit ein Halbbruder des Regensburger Schulrektors und Pfarrers David Wendler (* 16. März 1616 in Schlettau; † 4. Mai 1677 in Regensburg). Nach einem kurzen Besuch der kurfürstlichen Landesschule St. Afra in Meißen vom 16. Juni 1622 bis 28. Juni 1622, schickte ihn seine Stiefmutter im Alter von dreizehn Jahren an die Schule in Annaberg. Am 6. Oktober 1628 immatrikulierte er sich an der Universität Wittenberg, wo er sich zunächst auf philologische Studien bei Erasmus Schmid und den Mathematik- sowie Astronomieunterricht bei Ambrosius Rhode konzentrierte. 
In Wittenberg erwarb er am 9. April 1633 den akademischen Grad eines Magisters der Philosophie, erhielt am 3. September desselben Jahres die Erlaubnis, als Magister legens an Hochschulen unterrichten zu können, und wurde am 19. März 1638 als Adjunkt an die philosophische Fakultät aufgenommen. Danach wendete er sich dem Studium der Theologie zu, wobei er die Vorlesungen von Jakob Martini, Paul Röber, Wilhelm Leyser I. und Johann Hülsemann besuchte. Nach einer kurzen Weiterbildung an der Universität Helmstedt wurde er am 3. Oktober 1640 Professor der Ethik an der Wittenberger Hochschule. Seine Vorlesungen zur praktischen Philosophie der Moral überschnitten sich immer mehr mit theologischen Themen, so dass er sich hierfür das nötige Rüstzeug erwerben musste. So avancierte er am 1. November 1649 zum Lizentiaten und promovierte am 12. November 1650 zum Doktor der Theologie. Er wurde im Jahr seiner Promotion außerordentlicher Professor der Theologie und 1666 Assessor der theologischen Fakultät. Während seiner Wittenberger Professurzeit beteiligte er sich auch an den organisatorischen Aufgaben der Leucorea. In den Wintersemestern 1645, 1651, 1657, 1663 und 1669 war er Dekan der philosophischen Fakultät und in den Sommersemestern 1650 und 1666 Rektor der Alma Mater. 1661 hatte man ihm zudem die Aufgabe übertragen, die Wittenberger Universitätsbibliothek zu verwalten. Da er in zunehmendem Alter nicht mehr in vollem Umfang seinen Aufgaben nachkommen konnte, erhielt er mit Christian Röhrensee einen Substituten.

## Familie
Wendler war zweimal verheiratet. Seine erste Ehe schloss er am 7. Januar 1641 in Wittenberg mit Margaretha Körwitz (auch: Körbitz, * 22. Mai 1595 in Wittenberg; † 3. Februar 1648 ebd.), der Witwe des Wittenberger Goldschmieds und Ratsherrn Wilhelm Michaelis (* 24. März 1595 in Bosenwurth; † 4. September 1638 in Wittenberg), der Tochter des Wittenberger Bürgers Zacharias Körbitz und dessen Frau Margarethe NN. (Tochter des Pfarrers in Schlieben Joachim Engelhart?). Die Ehe blieb kinderlos. 
Seine zweite Ehe schloss er am 27. März 1649 in Aue mit Maria Dauth (* 1625 in Magdeburg; † 1683 in Wittenberg), der Tochter des Magdeburger Bürgermeisters und späteren bischöflichen bremischen Hofrates sowie Vizekanzlers Johann Dauth (* 9. März 1581 in Ochsenfurt; † 23. Februar 1634 auf der Reise nach Frankfurt/Main, begr. Verden) und dessen Frau Anna Lutherod (* 26. Januar 1602 in Magdeburg; † 25. November 1667 in Wittenberg). Aus der Ehe gingen fünf Söhne und fünf Töchter hervor, wovon allerdings nur zwei Söhne den Vater überlebten. Von diesen Kindern kennt man:
- Johann Andreas Wendler,[5]
- den Theologen in Kemberg David Wendler (* 30. August 1652 in Wittenberg; † 21. März 1693 in Kemberg) und
- die Tochter Anna Maria Wendler, die 1685 den königlich-polnischen und kurfürstlich-sächsischen Appellationsrat sowie Stadtsyndikus zu Wittenberg, Johann Paul Schröter (1663–1729) heiratete.[6]

## Werke (Auswahl)
- Exercitatio phys. de magnetis nomine, principiis et affectione potissima. 1634 (Online)
- Decas theorematum astronomicorum. 1636 (Online)
- Disputatio Politica, De Modis, Quibus Princeps constituitur, vel Administratio. 1636 (Online)
- Disputatio Politica de Academia. Wittenberg 1639 (Online)
- Philosophia practica i.e. ethica. politica et oeconomica. Wittenberg 1639
- Disputationum Politicarum Tertia De Domino & Servis: Patre & Liberis: civitate et civibus. 1641 (Online)
- Disputationum Politicarum Secunda De Familiis in genere & in specie de Marito et uxore. 1641 (Online)
- Conradi Horneii Brunsuicensis. Disputationes Ethicae Decem: Depromptae ex Ethicâ. 1641 (Online)
- Disputationum Politicarum Sexta De Aristocratiâ, Democratiâ. 1641 (Online)
- Disputationum Politicarum Octava De Officiis Reipubl. in genere & Senatû. 1641 (Online)
- De Iis, quae summae potestati subiiciuntur. 1641 (Online)
- Disputatio Politica De Rebuspublicis in genere & in specie de mixtâ Repub. 1641 (Online)
- Disputationum Politicarum Nona, De Magistratu. 1641 (Online)
- Disputationum Politicarum Quinta, De Rebuspublicis in genere & in specie de mixta Repub. 1641 (Online)
- Diss. de republica. Wittenberg 1641
- Disputationum Politicarum Undecima De Corruptionibus Rerumpublicarum. 1642 (Online)
- Disputationum Politicarum Decima De Legibus Et Educatione. 1642 (Online)
- Disputationum politicarum: De republica in genere, mixta et rege. Wittenberg 1643 (Online)
- Disputatio Ethica de Bona Conscientia. 1643 (Online)
- Disp. de familiis in genre et specie, nec non de civitate et civibus. Wittenberg 1643
- Disp. de dominatu, tyrannide, aristocratia, democratia et rerumpublicarum inter se comparatione. Wittenberg 1643
- Disp. de summa potestate, juribus majestatis atque iis, qui summae potestati subjiciuntur. Wittenberg 1643
- Disp. de officiis reipublicae in genere, senatu, magistratu et curatoribus. Wittenberg 1643
- Disp. de legibus et educatione. Wittenberg 1643
- Disp. polit. de bello. 1644 (Online)
- Disp. De corruptionibus rerumpublicarum. Wittenberg 1644
- Disp. de remediis contra Reipublica corruptiones et earum causas. Wittenberg 1644
- Disputatio Politica De Prima Simplicis Reipublicae Specie, prout eam philosophus Lib. IV.. 1645 (Online)
- Disputatio Politica De Lege Civili. 1646 (Online)
- Disputatio politica de magistratu, quam divina annuente clementia. 1646 (Online)
- Disputatio Politica De Electione. 1646 (Online)
- Disp. polit. de imperantibus. 1647 (Online)
- Diss. pol. de republica ab interitu vindicanda in genere. 1647 (Online)
- Disputatio Politica De Magistratu. 1647 (Online)
- Diss. polit. de duabus summae potestatis particulis, bella nimirum gerendi. 1648 (Online)
- Dissertatio De Commerciis. 1648 (Online)
- Diss. polit. de aerario publico. 1649 (Online)
- Disp. theol. sol. ex cap. 1. epistolae Petri posterioris. 1649 (Online)
- D. O. M. A. Peregrinationem. 1650 (Online)
- Disputatio politica de tyranno, eiusq. abolitione. 1650 (Online)
- Artes pacis exemplo Salomonis ex S. Historia ostendit ac repraesentat, atque. 1650 (Online)
- Exercitium polit. de iure pangendi foedera. 1650 (Online)
- Disputatio politica De lege. Wittenberg 1650 (Online)
- Tract. Theolog. de septuaginta Danielis hebdamandibus. Wittenberg 1650
- Breves observationes genuini disputandi processus. Wittenberg 1650
- Diss. polit. de legato. Wittenberg 1652 (Online)
- Collegii Theologigici Primi Disputatio primae de Theologica in genere. Wittenberg 1654
- Breves observationes genuini disputandi processus. Wittenberg 1654
- Disputatio Politica De Republica Hebraeorum. Wittenberg 1655 (Online)
- Disp. politica de republica Turcica. 1655 (Online)
- Carmen seculare de difficilimo Augustanae Confessionis ortu et felicissimo ejusdem progressu. Wittenberg 1656 (Online)
- Disp. pol. de Antiocho Epiphane, Syriorum rege, et Romano pontifice. 1656 (Online)
- Disp. polit. de republica Anglicana. 1656 (Online)
- Ex politica, de summa potestate. 1656 (Online)
- Disp. polit. de distributione subditorum in certas classes, de collegio in genere, et in specie de Collegio Electorum et Electoribus. Wittenberg 1657 (Online)
- Exercitatio pol. de summi magistratus circa religionem officio. 1658 (Online)
- Ex Politicis, Utrum Tyranno, Impia Jubenti, Resistere Possint Subditi et Quomodo. Wittenberg 1658
- Disp. polit. de magno Iudaeorum synedrio. 1659 (Online)
- Disputatio Politica De Potestate ferendi Leges Civiles, Lege Civili, eiusdemq(ue) divisione communi. 1659 (Online)
- Disputatio Politica De Collegio Canonicorum & Canonicis. 1659 (Online)
- Disp. De Collegio Monachorum et Monachis. Wittenberg 1659
- Disp. de idea boni principis. Wittenberg 1659
- Disp. de Summi Boni Effeentia et Existentia. Wittenberg 1659
- Disp. de intelligentia et lumine intellectus. Wittenberg 1661
- Disp. ex philosophia mor., de sapientia. 1661 (Online)
- Ethica, politica atque oeconomica. Wittenberg 1662
- Practicam Philosophiam, h. e. Ethicam, Politicam atque Oeconomicam. Wittenberg 1662
- Disp. de extrema provocatione. Wittenberg 1662
- Thema politicum de summa postetate circa religionem. 1662 (Online)
- Ex Philosophiâ Morali, De Virtute Heroicâ. 1662 (Online)
- Ex Politicis Dissertationem De Schola. 1663 (Online)
- Ex Morali Philosophiâ De Pietate atq[ue] iis omnibus, quae eidem annexae sunt. 1663 (Online)
- De nobilitate Hungarorum diss. acad. 1664 (Online)
- Disp. polit. de legibus fundamentalibus. Wittenberg 1665 (Online)
- De Politico Historiarum Usu, & Potissimo ad illum Genere. 1667 (Online)
- Exercitatio polit. de dominatu. Wittenberg 1668 (Online)